# Eesti meistrid 1933
Sei squadre (cinque da Tallinn ed una da Narva) parteciparono al torneo. Ogni squadra incontrò le altre due volte per un totale di dieci partite. VS Sport Tallinn vinse il suo terzo titolo consecutivo, il nono della sua storia.

## Classifica finale
| Pos | Club                     | G  | V | N | P | GF | GS | DR  | Punti |
| --- | ------------------------ | -- | - | - | - | -- | -- | --- | ----- |
| 1   | VS Sport Tallinn         | 10 | 8 | 0 | 2 | 26 | 7  | +19 | 16    |
| 2   | JS Estonia Tallinn       | 10 | 7 | 1 | 2 | 35 | 10 | +25 | 15    |
| 3   | Tallinna Jalgpalli Klubi | 10 | 7 | 0 | 3 | 28 | 15 | 13  | 14    |
| 4   | ESS Kalev Tallinn        | 10 | 4 | 0 | 6 | 15 | 30 | -15 | 8     |
| 5   | Puhkekodu Tallinn        | 10 | 2 | 1 | 7 | 12 | 27 | -15 | 5     |
| 6   | Narva THK                | 10 | 1 | 0 | 9 | 10 | 37 | -27 | 2     |

G = Partite giocate; V = Vittorie; N = Nulle/Pareggi; P = Perse; GF = Goal fatti; GS = Goal subiti; DR = differenza reti; 

## Classifica marcatori
| Pos | Nome                   | Club                     | Gol |
| --- | ---------------------- | ------------------------ | --- |
| 1   | Richard Valdov         | Tallinna Jalgpalli Klubi | 14  |
| 2   | Heinrich Uukkivi       | JS Estonia Tallinn       | 9   |
| 3   | Osvald Kastanja-Kastan | Tallinna Jalgpalli Klubi | 6   |
| 3   | Friedrich Karm         | VS Sport Tallinn         | 6   |
| 3   | Eduard Ellmann-Eelma   | JS Estonia Tallinn       | 6   |
| 3   | Anton Koovit           | ESS Kalev Tallinn        | 6   |